# Cerebostyń
Cerebostyń (biał. Церабостынь, ros. Теребостынь) – wieś na Białorusi, w obwodzie grodzieńskim, w rejonie korelickim, w sielsowiecie Żuchowicze.
Do 1939 wieś leżała w Polsce, w województwie nowogródzkim, w powiecie stołpeckim.